# Себряков, Михаил Васильевич
 Михаил Васильевич Себряков  (1798, ст. Скуришенская Земля Войска Донского — 20 декабря 1882, сл. Себрово Усть-Медведицкого округа) — русский поэт, учёный, художник.

## Биография
Михаил Васильевич Себряков родился в станице Скуришенской Земли Войска Донского в семье В. М. Себрякова. Окончил курс математических наук в  Харьковском университете.
Служил в Лейб-гвардии казачьем полку. В полку Себрякому присваивались звания: 20 января 1817 года — урядник; 10 мая 1819 года — юнкер в лейб-гвардии казачий полк; 25 февраля 1820 года — портупей-юнкер; 24 марта 1820 года — корнет; 18 июня 1825 года — поручик; с 31 августа 1825 года по 3 апреля 1826 года служил в Таганроге при нарядах во время пребывания в полку императора Александра I и императрицы Елизаветы Алексеевны; 5 ноября 1827 года — штабс-ротмистр с отставкой от военной службы. В 1827 году вышел в отставку в чине штаб-ротмистра.
Впоследствии работал войсковым казначеем, затем асессором войсковой канцелярии, Донским областным предводителем дворянства. У Михаила Себрякова была большая усадьба в слободе Себрово Усть-Медведицкого округа. Дома, в слободе Себрово, он имел большую библиотеку, физический и естественно-исторический кабинеты, малую обсерваторию и метеорологическую станцию.
Скончался 20 декабря 1882 года, похоронен в церкви Святителя Митрофана 23 декабря 1882 года там же (сл. Себрово).

## Благотворительность
Обладая достаточно крупным состоянием, Михаил Васильевич Себряков развернул широкую благотворительную деятельность. В течение ряда лет им было истрачено 15 тысяч рублей на книги и учебные пособия для училищ Усть-Медведицкого округа, а также 2 тысячи рублей было пожертвовано на Благородный пансион при Новочеркасской гимназии. В 1836 году им было подарено 1200 томов книг. Ежегодно он выделял для гимназии более одной тысячи рублей на лекарства, на аренду и на дополнительное жалованье учителям. Им полностью финансировались некоторые программы областного Статистического комитета. По некоторым данным  его же попечением была построена церковь Рождества Христова в станице Скуришенской.

## Творчество
В 1869 году Михаил Васильевич Себряков издал брошюру «Три спутника», в которой были приложены рисунки планеты Сатурн. Опубликовал
книгу «О бациляриях» (одноклеточных водорослях). Издал сборник стихотворений «Орхидеи». В сфере его интересов была живопись, графика, интересовался также архитектурой. В Себрово он устроил домашнюю церковь, сделанную в виде уменьшенной копии храма станицы Скуришенской, сооруженной в честь Святителя Митрофана.